# Camillo Felgen
Camillo Jean Nicolas Felgen (Tetingen, 17 november 1920 – Esch-sur-Alzette, 16 juli 2005) was een Luxemburgs zanger, componist, tekstschrijver en radio- en televisiepresentator. Als componist-tekstschrijver gebruikte hij vaak het pseudoniem Jean Nicolas, bestaande uit zijn tweede en derde voornaam.
Hij was eerst onderwijzer en werd tijdens de oorlog tolk bij de bezettingstroepen en later werd hij reporter bij een Franstalige krant. In Brussel en Luik studeerde hij zang, toneel en opera.
Met Bonjour les amis had Felgen in 1951 zijn eerste internationale succes. Twee jaar later nam hij zijn eerste Duitstalige plaat op. In 1958 werd hij door Radio Luxembourg als Duitstalige programmaleider aangesteld, hij presenteerde programma's als de Hitparade. In 1968 nam hij afscheid van de radio.
Felgen schreef ook teksten voor artiesten als Connie Francis en Peter Alexander. Ook schreef hij de Duitse versie voor de hits I Want to Hold Your Hand en She Loves You van The Beatles.
In 1960 nam hij voor Luxemburg deel aan het Eurovisiesongfestival met een lied gezongen in het Letzeburgs, Sou laang wéi s du do bass werd laatste. Twee jaar later kreeg Felgen eerherstel door met Petit bonhomme als derde te eindigen.
Sag warum? is een van zijn bekendste Duitse hits en ging 800.000 keer over de toonbank. Hij bracht in Duitsland (zoals ook Heino en James Last deden) de evergreen ,,Ik heb eerbied voor jouw grijze haren” uit (tekst en muziek van Bobbejaan Schoepen). "Ich hab Ehrfurcht vor Schneeweissen Haaren" werd een internationale monsterhit die meer dan drie miljoen keer over de toonbank ging.
Van 1965 tot 1973 presenteerde hij op de Duitse televisie Spel zonder grenzen.

## Filmografie
- 1958: Wenn die Conny mit dem Peter (Regie: Fritz Umgelter)
- 1959: Mein Schatz, komm mit ans blaue Meer (Regie: Rudolf Schündler)
- 1960: Das Nachtlokal zum Silbermond (Regie: Wolfgang Glück)
- 1960: Schlagerraketen – Festival der Herzen (Regie: Erik Ode)
- 1960: Schlagerparade (Regie: Franz Marischka)
- 2001: Le Club des Chômeurs (Regie: Andy Bausch)
- 2004: La revanche (Regie: Andy Bausch)
- 2004: Monsieur Warum (Regie: Andy Bausch)
- 2004: René Deltgen – Der sanfte Rebell (Regie: Michael Wenk)

## Hits in Duitsland
- 1959 - Sag warum
- 1964 - Ich hab' das Glück bestellt

1956: Michèle Arnaud + Michèle Arnaud · 
1957: Danièle Dupré · 
1958: Solange Berry · 
1960: Camillo Felgen · 
1961: Jean-Claude Pascal · 
1962: Camillo Felgen · 
1963: Nana Mouskouri · 
1964: Hugues Aufray · 
1965: France Gall · 
1966: Michèle Torr · 
1967: Vicky Leandros · 
1968: Chris Baldo & Sophie Garel · 
1969: Romuald · 
1970: David Alexandre Winter · 
1971: Monique Melsen · 
1972: Vicky Leandros · 
1973: Anne-Marie David · 
1974: Ireen Sheer · 
1975: Geraldine · 
1976: Jürgen Marcus · 
1977: Anne-Marie Besse · 
1978: Baccara · 
1979: Jeane Manson · 
1980: Sophie & Magaly · 
1981: Jean-Claude Pascal · 
1982: Svetlana · 
1983: Corinne Hermès · 
1984: Sophie Carle · 
1985: Margo, Franck, Diane, Ireen, Malcolm & Chris · 
1986: Sherisse Laurence · 
1987: Plastic Bertrand · 
1988: Lara Fabian · 
1989: Park Café · 
1990: Céline Carzo · 
1991: Sarah Bray · 
1992: Marion Welter & Kontinent · 
1993: Modern Times · 
2024: Tali · 
2025: Laura Thorn
- Bibliothèque nationale de France: cb13978965k (data)
- Gemeinsame Normdatei: 189547170
- International Standard Name Identifier: 0000 0000 0099 4296
- Library of Congress Control Number: no2011044412
- MusicBrainz: d8e98ce2-407c-487e-ba36-c26a3adcd343
- Nationale Bibliotheek van Tsjechië: xx0173213
- Virtual International Authority File: 49416712
- WorldCat: E39PBJtrQcQBqJYrbWRqd4q4v3